# رابونزل وخطوات إلى السعادة
رابونزل وخطوات إلى السعادة (بالإنجليزية: Tangled: Before Ever After)‏ هو فيلم رسوم متحركة 2D موسيقي تلفزيوني قصير أمريكي تم إنتاجه في سنة 2017 ويعد الفلم الثالث في السلسلة بعد رابونزل ورابونزل في تبات ونبات، وهو من إخراج توم كوليفيلد وبطولة ماندي مور وزكاري ليفي وإيدن إسبينوزا وجولي باون وكلانسي براون وإم سي غيني وهو من توزيع وتقديم ديزني.

## القصة
قصة الفيلم تقع بعد 6 أشهر من أحداث فيلم رابونزل، تتعامل «رابونزل» مع مسئوليتها كأميرة وطرق الحماية المبالغ فيها من قبل والدها. بينما هي تحب «يوجين» من كل قلبها. لا تشاركه «رابونزل» رغبته المفاجئة في الزواج والاستقرار داخل جدران القصر. مع إصرارها على أن تعيش الحياة بشروطها الخاصة تنطلق هي وخادمتها القوية «كاسندرا» في مغامرة سرية حيث تصادفان أحجارًا غامضة تتسبب بشكل سحري في نمو شعر «رابونزل» الطويل الأشقر مجددًا. عندما يصبح من المستحيل تحطيمها ومن الصعب إخفاؤه يجب أن تتعلم «رابونزل» كيف تتعامل مع شعرها ومع كل ما يمثله.

## البطولة
- ماندي مور بدور رابونزل
- زكاري ليفي بدور فلين رايدر
- إيدن إسبينوزا بدور كاساندرا
- جولي باون بدور الملكة أريانا
- كلانسي براون بدور الملك فريدريك
- جيفري تامبور بدور بيغ نوس
- شون هايز بدور بيتي الحارس
- بول فرانسيس تومكنس بدور شورتي
- ديدريخ بادر بدور ستان الحارس
- إم سي غيني بدور قائد الحراس
- لورا بينانتي بدور السيدة كين
- ستيفن بلوم بدور أتيلا بوكثيد
- جيس هارنيل بدور بوكيت
- كيفن مايكل ريتشاردسون بدور أوتر
- ألان ديل بدور فيكار
- جيدون إيميري بدور ويزل

## وصلات خارجية
- رابونزل وخطوات إلى السعادة على موقع IMDb (الإنجليزية)
- رابونزل وخطوات إلى السعادة على موقع روتن توميتوز (الإنجليزية)
- رابونزل وخطوات إلى السعادة على موقع قاعدة بيانات الفيلم (الإنجليزية)
- رابونزل وخطوات إلى السعادة على موقع ليتربوكسد (الإنجليزية)
- رابونزل وخطوات إلى السعادة على موقع كينوبويسك (الروسية)
- رابونزل وخطوات إلى السعادة على قاعدة بيانات الأفلام على الإنترنت